# Gainbridge Fieldhouse
Gainbridge Fieldhouse is een sportarena in Indianapolis, Indiana. Er wordt gespeeld door de Indiana Pacers van de National Basketball Association en de Indiana Fever van de Women's National Basketball Association. De Indiana Ice van de United States Hockey League bespeelt de arena tijdens een paar wedstrijden per jaar. Ook worden er andere entertainment-evenementen als concerten gehouden in de arena. De arena is in het verleden vernoemd naar Conseco, een financiële instelling in Carmel. Op 6 november 1999 verving de arena Market Square Arena als thuisbasis van de Indiana Pacers.
In 2002 waren Conseco Fieldhouse en de RCA Dome de locaties waar het Wereldkampioenschap basketbal gespeeld werd.
In 2002, 2004 en 2006 werd de basketbal Big Ten Conference gehouden in de arena, van 2008 tot en met 2013 zal het deze ook huisvesten nadat men de bieding had gewonnen ten koste van het United Center.